# Jacob Axel Dahlström
Jacob Axel Dahlström, född 15 september 1794, död 22 november 1860, var en svensk ämbetsman.

## Biografi
Jacob Axel Dahlström var son till kamrer Johan Dahlström och Ulrika Eleonora Gestrich (1753–1826). 
Han utsågs till revisionssekreterare och sedan till landshövding i Jämtlands län 1848 samt lämnade den befattningen 1859.
Han var gift med Christina Hagerman (1761–1822) och hade med henne tre döttrar.